# Nicole Couderc
Pour les articles homonymes, voir Couderc.
Nicole Couderc, née à Brive-La-Gaillarde, est une écrivaine française.

## Biographie
Professeur de lettres modernes dans un lycée de la banlieue parisienne, elle fait son entrée en littérature en  1988 avec L'Organisation, publié chez P.O.L, dans la collection « Outside », dirigée par Marguerite Duras. Depuis 2012, elle est chargée d'un atelier d'écriture théâtrale contemporaine à Sciences Po Paris et la Sorbonne Paris IV.
Mariée à un cinéaste, elle est la mère d’une jeune comédienne.

## Œuvres

### Littérature
- L'Organisation, éditions P.O.L, 1988.
- L'Enfant au billard électrique, éditions P.O.L, 1992.
- La Fille de Kingstone, Hachette Littérature, 2000.
- Marguerite-Duras-de-la-forêt, Cahiers de l'Herne, Duras, 2006.
- Toi ma forêt, parution en 2015, L'Harmattan, collection théâtre. Lecture publique donnée le 21 octobre 2014 dans l'amphithéâtre Guizot de la Sorbonne, par Marie-Christine Barrault et Eléonore Alpi.

### Scénarios
- Scénario du film Grand ciel de [Noël Alpi], moyen métrage, Productions Sésame Films. Diffusé sur France 2

2003 : prix spécial du jury, festival de Grenoble 
2004 : prix spécial du scénario, festival de Villeurbanne 
2004 : film en sélection au festival de Clermont-Ferrand[pas clair]
- scénario du film Entre deux avions de Noël Alpi, court métrage, La Gaillarde Productions. Diffusé sur France 2 entre 2008 et 2011, en Belgique et au Luxembourg.
- Collaboration à l'écriture du scénario de Lionel, une adaptation de "L'enfant au billard électrique", long métrage en cours de production, tournage prévu fin 2018.

### Théâtre
- Toi ma forêt, collection Théâtres, L'Harmattan.

Octobre 2014 : lecture publique avec Marie-Christine Barrault et Eléonore Alpi en Sorbonne, Théâtre de l'Atalante.[pas clair]
- L'âge des îles
- Trace, texte suivi par À mots découverts
- Qui va là, écriture de plateau avec les comédiens de la Compagnie Les Écriés